# Amerykańska sielanka
Amerykańska sielanka (org. American Pastoral) – powieść Philipa Rotha wydana w 1997 roku. Stanowi część tzw. "Trylogii amerykańskiej" tego autora, opowiadającej o powojennych Stanach Zjednoczonych Ameryki (pozostałe części trylogii to Wyszłam za komunistę oraz Ludzka skaza). Należy też do serii powieści, w których występuje Nathan Zuckermann, alter ego Rotha. W 1998 roku powieść otrzymała Nagrodę Pulitzera. Znalazła się też na liście 100 najlepszych anglojęzycznych powieści, stworzonej przez tygodnik "Time".
Utwór opowiada o losach Szweda Levova, który w szkole średniej zasłynął ze swoich osiągnięć sportowych. W wieku dorosłym Szwed żeni się z byłą Miss New Jersey i zostaje sukcesorem rodzinnej fabryki rękawiczek. Udane życie bohatera, budowane w zgodzie z ideałami amerykańskiego snu, zmienia się diametralnie, kiedy jego szesnastoletnia córka przeprowadza zamach terrorystyczny na miejscową pocztę w proteście przeciwko wojnie w Wietnamie.
Powieść podejmuje takie tematy jak: relacje ojciec-córka, asymilacja Żydów, fanatyzm polityczny.
Powieść została zekranizowana w 2016 roku. Reżyserem Amerykańskiej sielanki jest Ewan McGregor, scenariusz napisał John Romano.